# Carex potosina
Carex potosina är en halvgräsart som beskrevs av William Botting Hemsley. Carex potosina ingår i släktet starrar, och familjen halvgräs. Inga underarter finns listade i Catalogue of Life.